# 西火镇
西火镇，是中华人民共和国山西省长治市上党区下辖的一个乡镇级行政单位。

## 行政区划
西火镇下辖以下地区：
桥头村、南掌村、梁家庄村、西掌村、赵家下庄村、中村、西蛮掌村、峰北底村、平家庄村、山后村、东火村、庄子河村、北大掌村、南河村、东庄村和羊川村。